# Усиков, Георгий Артёмович
Гео́ргий Артёмович У́сиков (1917—1990) — сотрудник советских органов государственной безопасности, генерал-лейтенант.

## Биография
Прошел путь от начинающего сотрудника до начальника Восьмого главного управления КГБ СССР (август 1971 — август 1975), занимался организацией и обеспечением правительственной связи. Стоял у истоков шифровальной и дешифровальной службы. В годы Великой Отечественной войны он занимался перехватом и дешифрованием радиосообщений противника, обеспечивал советское командование ценной информацией, в том числе, накануне и в ходе наступательной операции на Курской Дуге.